# Joel Seligstein
Joel Seligstein (21 maart 1985) is een Amerikaans-Israëlisch voormalig skeletonracer.

## Carrière
Seligstein behaalde een bachelor in Computer science in 2006 aan de University of Tennessee. Van 2006 tot 2013 werkt hij voor Facebook en was direct betrokken bij Facebook Messages, later richtte hij zijn eigen game-ontwikkelingsbedrijf op en werkte voor andere bedrijfen als softwareontwikkaar. Seligstein was in 2019/20 actief in de wereldbeker en werd 39e aan de eindstand en nam wel aan het wereldkampioenschap 2019 waar hij een 30e plaats behaalde.

## Resultaten

### Wereldkampioenschappen
| Jaar | Plaats   | Resultaat       |
| ---- | -------- | --------------- |
| 2019 | Whistler | 30e Individueel |

### Wereldbeker
Eindklasseringen
| Seizoen   | Rang |
| --------- | ---- |
| 2019/2020 | 39e  |